# Valery Belenky
Valery Vladimirovich Belenky (russe : Валерий Владимирович Беленький) né le 5 septembre 1969 à Bakou est un ancien gymnaste soviétique, azéri et allemand.

## Palmarès

### Jeux olympiques
- Barcelone 1992
  -  médaille d'or par équipes
  -  médaille de bronze au concours général individuel

### Championnats du monde
- Stuttgart 1989
  -  médaille d'or par équipes

- Indianapolis 1991
  -  médaille d'or par équipes
  -  médaille d'or au cheval d'arçons

- Paris 1992
  -  médaille de bronze aux barres parallèles

- Birmingham 1993
  -  médaille de bronze aux barres parallèles

- Lausanne 1997
  -  médaille d'or au cheval d'arçons

### Championnats d'Europe
- Saint-Pétersbourg 1998
  -  médaille d'argent aux anneaux
  -  médaille de bronze par équipes